# Фелдкирхен (Аустрија)
Фелдкирхен, пуним називом Фелдкирхен у Корушкој (словен. Trg) град је у јужној Аустрији, у покрајини Корушкој, где је седиште истоименог округа Фелдкирхен.

## Природне одлике
Фелдкирхен се налази у јужном делу Аустрије, 350 км југозападно од Беча. Главни град покрајине Корушка, Клагенфурт, налази се 25 km југоисточно од града.
Град Фелдкирхен је смештен у долини реке Глан. Близу града налази се омање Осијах језеро. Северно од града се стрмо издижу Алпи под шумама. Надморска висина града је око 550 m.

## Становништво
| 1981.  | 1991.  | 2001.  | 2011.  |
| ------ | ------ | ------ | ------ |
| 12.153 | 12.977 | 14.030 | 14.281 |

По процени из 2016. у граду је живело 14215 становника. Последњих деценија број становника града стагнира.

## Партнерски градови
- Бамберг
- Аренсбург

## Галерија
- Главни трг у Фелдкирхену
- Градска римокатоличка Црква пресвете Богородице
- Дворац Дитрихштајн
- Здање Амтхоф